# Flemingia kradungensis
Flemingia kradungensis är en ärtväxtart som beskrevs av Chawalit Niyomdham. Flemingia kradungensis ingår i släktet Flemingia och familjen ärtväxter. IUCN kategoriserar arten globalt som nära hotad. Inga underarter finns listade i Catalogue of Life.